# Краљевина Зулу
Краљевство Зулу, познато и као Царство Зулу, била је јужноафричка држава на просторима данашње Јужноафричке Републике. 

## Успон Краљевства Зулу под Шакином влашћу
Шака Зулу је био ванбрачни син Сензангакона, поглавице зулу племена. Рођен је негде око 1787. године. Шаку и његову мајку, Нанди, је протерао његов отац Сензангакона, после чега су нашли уточиште код Мтетва клана. Шака је се борио као ратник под командом Дингисваја који је био вођа Мтетва клана (савеза). Када је Сензангакона умро, Дингисвајо је помогао Шаки да дође на место поглавице Краљевства Зулу.

## Динганеов крвави долазак на власт
Шаку је наследио његов полубрат Дингане који је уз још једног Шакиног полубрата Мланганеа сковао заверу да убије Шаку. После Шакиног атентата, Дингане је убио и Мланганеа, и преузео престо само за себе. Једно његових првих дела је било то да се сви из његове краљевске линије погубе. У наредним годинама је, такође погубио много Шакиних присталица како би осигурао своју позицију. Једини поштеђени од ових чистки је био Мпанде, још један од полубраће, за кога се тада сматрало да је преслаб и да не представља претњу.

## Сукоби са Вортрекерима и долазак Мпандеа на власт
У октобру 1837. године, вођа Вортрекера, Пиетер Ритиф (енгл. Pieter Retief) је посетио Динганеа у његовом краљевском кралу како би се договорили око предаје земље вортрекерима. У новембру, око 1.000 кола под власништвом вортрекера кренуло је из Слободне Државе Оранџ и почело је да се спушта низ Дрејкнсберг планине на просторе садашње покрајине Квазулу-Натал.
Дингане је замолио Ритифа и његове пратиоце да му поврате нешто стоке коју му је украо локални поглавица. Ово су Ритиф и његови људи и урадили, и вратили му је 3 фебруара, 1838. године. Сутрадан, уговор је потписан, у коме Дингане уступа сву територију јужно од реке Тугела до реке Мзимвубу, Вортрекерима. После овога славље је следило. Пред крај славља 6 фебруара, Ритифови пратиоци су позвани на плес, и били су замољени да за собом оставе своје оружје. На врхунцу плеса, Дингане је скочио на ноге и узвикнуо „"Бамбани абатакати!"“ (на зулу језику „Хватајте врачеве“). Ритиф и његови људи су били надјачани и заробљени, после чега су одведени на оближње брдо „кваМативане“ и погубљени. Неки верују да су били убијени зато што су задржали нешто од стоке коју су повратили за себе, али вероватније је да је ово била смицалица како би се надвладали и надјачали Вортрекери. Динганеова војска је онда напала и масакрирала групу од око 500 бурских мушкараца, жена и деце улогорених у близини. Место овог масакра се данас зове Винен, што на Африканерском језику значи „плакати или оплакивати“.
Преостали вортрекери су изабрали новог вођу, Андриса Преториуса, под чијим су вођством нанели страшан пораз Динганеу у бици на Крвавој реци, 16 децембра, 1838. године, када је напао групу од 470 бурских насељеника.
После свог пораза, Дингане је запалио своје домаћинство и отишао на север. Мпанде, полубрат који је био поштеђен од Динганеових чистки, пребегао је са 17.000 присталица, и, заједно са Преториусом и вортрекерима, заратио са Динганеом. Дингане је убијен близу садашње границе са Свазилендом. Мпанде је после овога преузео вођство над зулу нацијом.

## Кечвајово наслеђивање
После војне кампање против Динганеа, 1839. године вортрекери су, под Преториусовом влашћу, оформили Бурску републику под именом „Република Наталија“, која се налазила јужно од реке Тукеле, и западно од британског насеља Порт Натала (данашњи Дурбан). Мпанде и Преториус су одржавали мирољубиве односе. Међутим, 1842. године, избио је рат између Британаца и Бура, који је резултовао Британском анексијом Наталије. Мпанде је променио страну и постао веран Британцима, с којима је и остао у добрим односима.
Током 1843. године, Мпанде је наредио чистку видљивих дисидената (отпадника) унутар његовог краљевства. Чистка је проузроковала небројиво много мртвих, и бекство хиљада избеглица у суседне територије (укључујући и британски Натал). Многи од тих избеглица су побегли са стоком. Мпанде је почео да напада околна подручја, напади су дошли до врхунца инвазијом Свазиленда 1852. године. Ипак, Британци си га присилили на повлачење, што је и урадио, али накратко.
У то време, избила је битка за наследника између два Мпандеова сина, Кечваја и Мбујазија. Ово је кулминирало 1856. године, битком у којој је Мбујази убијен. Кецвајо је се онда почео бавити узурпацијом очевог ауторитета. У 1872. години, Мпанде је умро од старости, а Кечвајо је наследио престо.

## Англо-зулски рат
Дана 11. децембра, 1878, Британски агенти су испоручили ултиматум 14-орици поглавица који су представљали Кечваја. Услови ултиматума су били неприхватљиви за Кечваја. Британске снаге су прешле преко реке Тукела на крају децембра 1878. године. Рат се водио током 1879. године. На почетку рата, Зулуи су нанели тежак пораз Британцима у бици код Исандлуане, 22. јануара, али су истог тог дана били жестоко поражени у бици код Рорковог прелаза. Рат се завршио поразом Зулуа у бици за Улунди 4. јула.

## Подела и Кечвајова смрт
Кечвајо је заробљен месец дана после свог пораза, и послан у егзил у Кејптаун. Британци су власт над краљевством поделили између 13 „краљевића“, а сваки од њих је имао своје (под)краљевство. Ускоро је избио конфликт између тих подкраљевстава, а 1882. године, Кечвају је одобрена посета Енглеској. У Енглеској се састао са Краљицом Викторијом, и другим познатим личностима, пре него што му је дозвољено да се врати у Зулуленд, како би поново био постављен на место краља.
Кечвајо је 1883. године, био постављен на место краља, али овога пута то је била нека врста тампон-државе и била је много мања од његовог оригиналног краљевства. Касније те године, Кечваја је у Улундију напао Зибхебху, који је био један од 13 краљевића, припомогнут Бурским плаћеницима. Кечвајо је у нападу био рањен и побегао је из града. Кечвајо је умро у фебруару 1884. године, наводно од инфаркта али постоји велика могућност да је био отрован. Његов син, Динузулу, који је тада имао само 15 година, је наследио престо.

## Динузулови добровољци и коначна апсорпција у Кејп колонију
Динузулу је за себе регрутовао Бурске плаћенике, којима је у замену за њихову помоћ обећао земљу на којој би могли да се населе. Ови плаћеници су себе називали „Динузулови добровољци“, и водио их је Луј Бота (енгл. Louis Botha). Динузулови добровољци су поразили Зибхебхуа 1884. године, после чега су тражили обећану земљу. Дато им је око половине Зулуленда за фарме, где су формирали и независну републику. Ово је узнемирило Британце, који су онда анектирали Зулуленд 1887. године. Динузулу се уплео у касније конфликте са својим ривалима. Динузулу је 1906. године био оптужен да је био завереник у Бамбата побуни. Британци су га ухапсили и судили му за „велеиздају и јавно насиље“. Осуђен је 1909. године на затворску казну од десет година на острву Света Јелена. По формирању Јужноафричка Уније, Луј Бота је постао њен први премијер, и уредио је да се његов стари савезник Динузулу премести у Трансвал (Јужноафричка Република) да живи у изгнанству (егзилу) на једној фарми, на којој је и умро 1913. године.
Динузуловог сина Соломона каДинузулуа, јужноафричке власти никад нису признале за краља, него само као локалног поглавицу, али њега су поглавице, политичари попут Џона Лангалибалеле Дубеа и обичан зулу народ сматрали краљем. Соломон је 1923. године, основао организацију „Инката ЈаКвазулу“ (енгл. Inkatha YaKwaZulu) како би промовисао своје краљевске тврдње и захтеве, ова организација је била ускоро угашена, али ју је 1970-их поново оживео Мангосуту Бутелези, главни министар Квазулу Бантустана. У децембру 1951, Соломонов син Сипријан Бекузулу каСоломон (енгл. Cyprian Bhekuzulu kaSolomon) је званично признат као Врховни поглавица зулу народа, али права власт над обичним зулу народом је у рукама белачких јужноафричких функционера који имплементирају своје одлуке кроз локалне поглавице који могу бити уклоњени са положаја који заузимају ако одбију да сарађују.